# コークロア
コークロア（英語: Cokelore）とは、コーラ（特にコカ・コーラ）にまつわる都市伝説を指す造語。Coke（コカ・コーラの愛称）+Folklore（伝承）のかばん語である。
コーラ飲料は世界中の人々に親しまれているが、その製法などが謎に包まれたままコカ・コーラ社自体も100年以上の歴史を積み重ねているために、様々な憶測が広まるうち、いつしか都市伝説として成立したものである。
1976年にコロラド大学の英語言語学教授 L・マイケル・ベル の Western Forklore誌に掲載された論文

の中で提唱され、その後都市伝説を提唱したジャン・ハロルド・ブルンヴァンに引用され広く知られるようになった。

## ネズミが入っていたコーラ
ネズミないしその一部がコーラに入っているという都市伝説。
ブルンヴァンがはじめて知ったときには、それはペプシコーラであるとされていた。
この話は他の都市伝説と同じく、何ら根拠の無い話だと思われていたが、民俗学者達は、実際にコーラにネズミが入って裁判沙汰・新聞沙汰になった例が複数 あることを突き止めている。
例えばジョージ・カレイが突き止めたところによれば、1971年2月31日付けの「ワシントン・ポスト」に「自動販売機で買ったコーラにネズミの後ろ足と尻尾が入っていたためにコカ・コーラ社が2万ドルの損害賠償を支払った」という趣旨の記事が載ったことがある。
ファインはこうした事例を複数収集したが、その中で最も古いのは1914年にミシシッピ州で起こった事例であった。

## その他の具体例
- サンタクロースの衣装が赤と白なのは、コカ・コーラの広告から広まった。
- 性交後、すぐに子宮をコカ・コーラで洗浄すると妊娠しない。
- コカ・コーラの原液に誤って落ちた作業員が骨も残さず溶けた[4]。